# Liste der Naturdenkmale in Kaub
Die Liste der Naturdenkmale in Kaub nennt die im Gemeindegebiet von Kaub ausgewiesenen Naturdenkmale (Stand 20. Mai 2024).

## Naturdenkmale
| Nr.         | Bezeichnung         | Lage                                               | Beschreibung                                                     | Bild                                    |
| ----------- | ------------------- | -------------------------------------------------- | ---------------------------------------------------------------- | --------------------------------------- |
| ND-7141-416 | Zwölf-Apostel-Eiche | östlich der Stadt; Abteilung Weilandsbierbaum Lage | Quercus robur, um 1690 gekeimt, 25 m hoch bei 2,29 m Durchmesser | Direkt Bild zu diesem Denkmal hochladen |